# Bataille de Haddon Rig
La bataille de Haddon Rig opposa les armées anglaises et écossaises à Haddon Rig près de Kelso, en Écosse le 24 août 1542.
L'armée anglaise commandée par Robert Bowes, gardien des Marches, est mise en déroute par les Écossais. De nombreux Anglais, dont Bowes, furent capturés. Cette victoire significative écossaise est cependant ternie par la défaite quelques mois plus tard à Solway Moss.